# アメチースト (国境警備艦)
アメチースト(ロシア語:Аметистアミチースト)は、ソ連・ロシア連邦の国境警備艦(Пограничный сторожевой корабль)である。艦名は「紫水晶」の意味。

## 概要
1974年6月10日、ソ連国家保安委員会(KGB)の1124-P 設計によって建造される工場番号第774号艦が、タタール自治ソヴィエト社会主義共和国のA・M・ゴーリキイ記念ゼレノドーリスク造船所で起工された。1975年12月7日には進水、同年10月17日付けでKGBの海上国境局に登録され、第774号艦はアメチーストと命名された。
夏の内には内水システムを経由してバレンツ海・コーラ湾に面したムールマンスク州クフシーンスカヤ・サルマに引き渡された。アメチーストは、同地において海上公試を実施した。同年12月31日に試験が終了すると、北方国境警備艦軍事管区北西国境警備管区に配備された。
アメチーストは200海里排他的経済水域の警備任務に就き、コーラ半島周辺のバレンツ海で行動している。ソビエト連邦の崩壊後は所属がロシア国境軍に変更された。1997年3月31日には売却・解体のために除籍された。